# Бурдуково (Любимский район)
Бурдуково  — деревня в Любимском районе Ярославской области России.
С точки зрения административно-территориального устройства входит в состав Троицкого сельского округа. С точки зрения муниципального устройства входит в состав Воскресенского сельского поселения.
На 01.01.1989, 01.01.2010 постоянное население не зафиксировано. Фактически урочище. 

## География
Находится в пределах центральной части Московской синеклизы Восточно-Европейской (Русской) платформы при реке Куза.
Поблизости находятся следующие населённые пункты: Антушово, Афанасьевское, Василево (Троицкий сельсовет), Вязниково, Демково, Овсяниково, Поляна, Починок (Великосельский сельсовет), Соболево, Трухино, другие.

### Климат
Климат характеризуется как умеренно-континентальный с умеренно-теплым влажным летом, умеренно-холодной зимой и ярко выраженными сезонами весны и осени. Среднегодовая температура — +3,2°С. Средняя температура самого тёплого месяца (июля) — +18,2°С; самого холодного месяца (января) — −11,7°С. Абсолютный максимум температуры — +34°С; абсолютный минимум температуры — −35°С.

## Население
| 2007 | 2010 |
| ---- | ---- |
| 0    | →0   |